# Tiempo de leyenda
Tiempo de leyenda es un documental dirigido por José Sánchez Montes para conmemorar el 30 aniversario de la grabación del mítico disco de Camarón de la Isla La leyenda del tiempo (1979). Se estrenó en 2009 en Tve, quien participó en la producción junto a Ático 7 y la Zanfoña producciones.

## Argumento
En 1979 Camarón de la Isla grabó su disco La leyenda del tiempo con letras de Federico García Lorca, Omar Jayam, Kiko Veneno, Fernando Villalón y Francisco Velázquez. Este disco supone un cambio estético en la evolución artística de Camarón (quien para este disco se deja barba y recorte el "de la isla" de su nombre artístico) en tanto que supone la introducción definitiva en el flamenco de otras corrientes musicales como el Rock y el Jazz.
El documental se graba 30 años después y además de videos, grabaciones e imágenes inéditas sobre el proceso de producción del disco, incluye entrevistas con algunos de los artistas que contribuyeron en su elaboración, como Ricardo Pachón, Raimundo Amador, Tomatito, Kiko Veneno, Jorge Pardo, Rubem Dantas, Pepe Roca, Manolo Rosa, El Tacita, Juan El Camas, Manuel Molina, Faustino Núñez, Luis Clemente.

## Producción
Director: José Sánchez Montes
Productor Ejecutivo: Gervasio Iglesias
Productores: José Sánchez Montes y Gervasio Iglesias
Dirección de Producción: Marichu Sanz y Lara Sastre
Guion: José Sánchez Montes y Mercedes Cantero
Fotografía: Mariano Agudo y Jorge Rodríguez Puche
Montaje: Mercedes Cantero
Sonido: Juan Egoscozabal y Harold Burgon

## Música
- Temas originales del disco “La Leyenda del Tiempo”, de Universal
- Temas y fragmentos inéditos de los ensayos del disco.
- Concierto inédito del disco en Barcelona (1.979)
- Temas inéditos de Camarón (1.966)
- Temas de Veneno, Smash, Lole y Manuel, Sabicas y Joe Beck (Rock Encounter)

## Premios
Premio del público en el Festival Internacional IN-EDIT de Cine Documental Musical de Barcelona.
Primer Premio 28-F Del Consejo Asesor De Rtve En El Parlamento De Andalucía, 2010.
Premio De Oro Del World Media Festival De Hamburgo Al Mejor Documental De Arte, 2010.